# International Journal of Systematic and Evolutionary Microbiology
International Journal of Systematic and Evolutionary Microbiology (IJSEM, „Mezinárodní ročenka systematické a evoluční mikrobiologie“), do r. 2000 též International Journal of Systematic Bacteriology, je odborné periodikum, které se zabývá systematikou mikrobů. Poprvé byl otištěn roku 1951. Hlavní obsah tvoří taxonomie, názvosloví, identifikace, charakteristika, kultivace, fylogeneze, evoluce a biodiverzita všech mikroorganismů (prokaryot, ale i kvasinek a jím podobných druhů, prvoků a řas). V současnosti IJSEM vydává každý měsíc  společnost Society for General Microbiology v Reading.